# 黃逸豪
黃逸豪（英語：Huang Yi Hao；1982年8月26日—），台灣相聲演員，1982年8月26日出生，籍貫花蓮縣，退伍後在台北市發展事業，曾於台北曲藝團擔任行政工作，2008年首次正式登台演出相聲，曾經參與演出多個大型節目，以及到校園巡迴演出，推廣相聲藝術，其後轉為全職演員，同時亦參與創作及編寫相聲劇本。

## 相聲事業
黃逸豪出生於台灣，高中時期就讀國立花蓮高級中學，因收聽唱片《那一夜，我們說相聲》而對相聲產生興趣，2004年畢業於中國文化大學史學系，完成服役後曾經在電視製作公司工作，認識了在貓空經營茶館的台北曲藝團成員劉增鍇，在茶館任職二廚期間學習竹板快書並兼任表演者，參與非正式演出。2007年，黃逸豪在劉增鍇介紹下，到台北曲藝團擔任行政工作，邊工作邊學習相聲，2008年首次以正式演員身份登台演出，其後於2014年辭去行政工作，轉為全職演員，在台灣發展相聲事業。黃逸豪擅長貫口、歌唱等表演技巧，被視為台灣宅系相聲的開創者，並嘗試在相聲之中加入脫口秀及日本漫才的喜劇元素，創造個人的舞台風格。

## 創作及演出
黃逸豪除了擔任演員和節目的執行製作，亦參與創作相聲劇本，代表作品包括《正義俠》、《台灣難波萬》、《阿宅要脫團》、《公主病了沒》等，其中2013年創作的《公主病了沒》以魯蛇式愛情為題材，展現出網路世代的男性思維，他在2016年底以此作品參加「北京喜劇幽默大賽」及向北京電視台提交劇本，其後因檔期因素而取消參賽，及後發現作品遭到中國相聲演員抄襲作參賽之用，引起爭議及關注。
2017年參與《快樂嘴脫口秀》，從此正式開始表演脫口秀，並於2018年以《萌萌起手式》一段登上《博恩夜夜秀》成為該季點閱率最高之影片，此段節目亦在微博上掀起熱潮，單日點閱破2百萬，並獲得微博CEO轉發後，隨即被微博官方下架。
以下列出黃逸豪曾經參與演出的大型節目：
- 《大馬台北笑星夜》（2007年）
- 《2008台北大碗茶》（2008年）
- 《2009台北大碗茶》（2009年）
- 《2009說唱玩國》（2009年）
- 《心築藝術季－逗你沒商量》（2009年）
- 《說唱玩國-台北青少年相聲藝術團》（2010年）
- 《2010台北大碗茶》（2010年）
- 《2011台北大碗茶》（2011年）
- 《2012台北大碗茶》（2012年）
- 《2013台北大碗茶》（2013年）
- 《2014台北大碗茶》（2014年）
- 《2015台北大碗茶》（2015年）

### 戲劇
- 2022年：《額外旅程》飾 門診醫生
- 2024年：《島嶼協奏曲》飾 瑜伽老師

## 外部連結
- 黃逸豪-台灣現場喜劇演員的Facebook專頁
- YouTube上的黃逸豪-台灣最強八零後相聲演員頻道